# Steinfeld (Nadrenia-Palatynat)
Steinfeld (palat. Stääfeld) – miejscowość i gmina w Niemczech, w kraju związkowym Nadrenia-Palatynat, w powiecie Südliche Weinstraße, wchodzi w skład gminy związkowej Bad Bergzabern.